# Società Calcio Albanova 1997-1998
Questa voce raccoglie le informazioni riguardanti  la Società Calcio Albanova nelle competizioni ufficiali della stagione 1997-1998.

## Rosa
| N. |                   | Ruolo | Calciatore            |
| -- | ----------------- | ----- | --------------------- |
|    | Italia (bandiera) | A     | Luigi Agata           |
|    | Italia (bandiera) | A     | Giovanni Basile       |
|    | Italia (bandiera) | A     | Salvatore Buoncammino |
|    | Italia (bandiera) | A     | Alessandro Castellano |
|    | Italia (bandiera) | D     | Massimo Cavaliere     |
|    | Italia (bandiera) | C     | Francesco Cetronio    |
|    | Italia (bandiera) | C     | Antonio Corradino     |
|    | Italia (bandiera) | D     | Marco De Simone       |
|    | Italia (bandiera) | A     | Angelo Fumarola       |
|    | Italia (bandiera) | P     | Francesco Galati      |
|    | Italia (bandiera) |       | Galiero               |
|    | Italia (bandiera) | D     | Luigi Incitti         |
|    | Italia (bandiera) | A     | Edoardo Licciardi     |
|    | Italia (bandiera) | C     | Ciro Manzo            |

| N. |                   | Ruolo | Calciatore          |
| -- | ----------------- | ----- | ------------------- |
|    | Italia (bandiera) | P     | Marco Onorati       |
|    | Italia (bandiera) | D     | Luigi Pezzella      |
|    | Italia (bandiera) | P     | Antonio Pietropaolo |
|    | Italia (bandiera) | D     | Marco Pisano        |
|    | Italia (bandiera) | C     | Gennaro Pizzo       |
|    | Italia (bandiera) | D     | Antonio Rogazzo     |
|    | Italia (bandiera) | D     | Alberto Russo       |
|    | Italia (bandiera) | D     | Salvio Russo        |
|    | Italia (bandiera) | D     | Vincenzo Schettini  |
|    | Italia (bandiera) | D     | Ciro Scognamiglio   |
|    | Italia (bandiera) | D     | Corrado Sorrentino  |
|    | Italia (bandiera) | P     | Vincenzo Tonziello  |
|    | Italia (bandiera) | C     | Gennaro Torlo       |
|    | Italia (bandiera) | C     | Vittorio Vitale     |